# Кризис четверти жизни
Кризис четверти жизни (англ. Quarter-life crisis) — это период, обычно находящийся в пределах с 20-24 до 35-37 лет, в котором человек начинает чувствовать сомнение в собственной жизни, которое вызвано стрессом от становления взрослым. Оригинальный англоязычный термин, который также можно перевести как «кризис четвертичного возраста», появился по аналогии с кризисом среднего возраста.

## Характеристика
Согласно газете The Boston Globe, кризис четверти жизни начинает проявляться после двадцатилетия, когда происходит соприкосновение с «реальным миром». Также Эрик Хомбургер Эриксон, предложивший концепцию восьми кризисов, с которыми люди сталкиваются в ходе своего развития, предположил наличие кризиса в этом возрасте. Конфликтом, с которым он ассоциировал начальный этап взрослой жизни, является кризис близости (интимности) против изоляции. Согласно Эриксону, после установления личной идентичности у подростков, молодые люди стремятся сформировать интенсивные, как правило, романтические отношения с другими людьми. Неудачи в этой сфере жизни стимулируют чувства одиночества, подавленности и подозрительности. 
Типичные симптомы кризиса четверти жизни — чувство «потерянности, страха, одиночества или смятения» перед выбором того, какой шаг сделать для перехода во взрослую жизнь. Исследования показали, что безработица и выбор карьерного пути являются частыми причинами беспокойства или стресса у молодых людей.
Некоторые авторы связывают понятие кризиса четверти жизни с так называемым «поколением Y», представители которого склонны оттягивать переход во взрослую жизнь на более долгий срок, чем их сверстники в предыдущих поколениях, и дольше оставаться жить в родительском доме.

## В популярной культуре

### В кино
Понятие кризиса четверти жизни было показано в фильме «Выпускник», одной из первых картин, посвящённых этому явлению. Другими  примечательными кинофильмами являются «Бумажная погоня», «Огни святого Эльма», «Переходный возраст», «Страна садов», «Нас приняли!»,  «Призрачный мир»,  «Фанатик», «500 дней лета», «Трудности перевода»,  «Мой парень — псих» и «Вики Кристина Барселона», а также мюзикл «Avenue Q» и телесериал «Девчонки».  Веб-сериал 2008 года «Quarterlife» назван в честь этого явления.

### В других проявлениях культуры
Явлению кризиса четверти жизни посвящён эпизод подкаста 6 Minute English, который выходит в рамках BBC Learning English — департамента BBC World Service, посвящённого обучению английскому языку. В эпизоде Дэмиан Барр (Damian Barr), автор книги Get It Together: A Guide to Surviving Your Quarterlife Crisis («Возьми себя в руки: руководство по выживанию в условиях кризиса четверти жизни») даёт краткую характеристику данного кризиса .